# Chantage à la drogue
Pour plus de détails, voir Fiche technique et Distribution.
Chantage à la drogue (The Strange Affair) est un film policier britannique réalisé par David Greene et sorti en 1968.

## Synopsis
Peter Strange est une jeune recrue idéaliste de la police qui se retrouve mêlée aux machinations du sergent Pierce, un inspecteur de Scotland Yard dur et blasé. Pierce tente d'arrêter un gang pour trafic de drogue, puis pour meurtre, mais il est contrecarré par un collègue corrompu et un témoin peu convaincant. Strange est choqué par la découverte du cadavre d'un indicateur assassiné qu'il connaissait et est lui-même brutalement agressé. Pendant ce temps, Strange a une liaison avec Frederika, une mineure dont il ignore qu'elle fait partie d'un réseau pornographique ; son oncle et sa tante supposés filment et photographient ses ébats sexuels derrière une glace sans tain.
Pierce obtient des copies des photos de la relation sexuelle de Strange avec Frederika et menace de le dénoncer à ses supérieurs, mettant ainsi fin à sa carrière, à moins que Strange ne mette de l'héroïne sur le dos de l'un des membres du gang. Strange accepte à contrecœur, bien qu'il ait l'intention de quitter la police de toute façon, car il est désillusionné par l'échec de l'arrestation et de la condamnation du gang de trafiquants de drogue. La dissimulation de preuves par Strange est révélée et il est reconnu coupable d'avoir détourné le cours de la justice et conduit en prison.

## Fiche technique
- Titre français : Chantage à la drogue[1]
- Titre original : The Strange Affair[2]
- Réalisation : David Greene
- Scénario : Eve Greene, Stanley Mann, Jerome Odlum, Oscar Saul, Bernard Toms, d'après son roman
- Photographie : Franz F. Palmer, Alex Thomson
- Montage : Brian Smedley-Aston
- Musique : Basil Kirchin, Jack Nathan
- Décors : Peta Button
- Production : Howard Harrison, Stanley Mann
- Société de production : Paramount British Pictures
- Pays de production :  Royaume-Uni
- Langue originale : anglais britannique
- Format : couleurs par Technicolor - 2,35:1 - Son mono - 35 mm
- Genre : Film policier
- Durée : 106 minutes
- Dates de sortie :
  - États-Unis : 24 juillet 1968 (New York)
  - Royaume-Uni : 22 août 1968 (Londres)
  - France : 9 juillet 1969

## Distribution
- Michael York : Peter Strange
- Susan George : Frederika March, dite « Fred »
- Jeremy Kemp : Pierce
- Jack Watson : Quince
- George A. Cooper : Kingsley
- Barry Fantoni : Charley Small
- Jeremy Wilkin : Wills
- Rita Webb : la mère de Charley
- Madge Ryan : tante Mary
- George Bensen (en) : oncle Bertrand
- Nigel Davenport : l'avocat de la défense
- Artro Morris : inspecteur Evans
- Patrick Connor (en) : sergent Mac

## Production
Le film a été tourné aux studios de Twickenham et dans les environs de Londres.